# ATP Tour 500
ATP Tour 500, dříve známá pod názvy Grand Prix Super Series, ATP International Series Gold, Championship Series a ATP World Tour 500, je čtvrtá nejvyšší kategorie mužského profesionálního okruhu ATP World Tour – za Grand Slamem, ATP Finals a sérii Masters 1000 v systému existujícím od sezóny 2009.
Série hraná od roku 2019 pod názvem ATP Tour 500 zahrnuje třináct turnajů, ve kterých hráč za vítězství získává 500 bodů do žebříčku ATP, což je obsaženo v názvu série. Turnaje mají různé počty startujících hráčů v hlavní soutěži – 32 nebo 48 ve dvouhře a 16 párů ve čtyřhře. Nejvýše postavení tenisté na žebříčku mají účast povinnou. V sezóně musí odehrát minimálně čtyři turnaje ATP 500, včetně alespoň jedné události po US Open. Pokud tato kritéria nesplní, nepřipíší si do bodového hodnocení žebříčku z kategorie žádný bod.
Celkový rekordní počet 24 singlových titulů v této kategorii do července 2021 získal Švýcar Roger Federer, včetně trofejí před rokem 2009. Argentinec Juan Martín del Potro (2013), Němec Boris Becker (1990) a Švéd Stefan Edberg (1991) vybojovali nejvíce titulů během jedné sezóny, každý z nich čtyři. Nadal jako jediný triumfoval nejméně na jednom turnaji v každé sezóně mezi lety 2005–2018, což představuje 14 roků bez přerušení. Rekordmanem s nejvyšším počtem 20 turnajových vítězství ve čtyřhře je Kanaďan Daniel Nestor. Osmnáctiletý Kanaďan Félix Auger-Aliassime se na Rio Open 2019 stal historicky nejmladším finalistou dvouhry kategorie.

## Turnaje
| Turnaje kategorie ATP 500 | Turnaje kategorie ATP 500                 | Turnaje kategorie ATP 500 | Turnaje kategorie ATP 500 | Turnaje kategorie ATP 500 | Turnaje kategorie ATP 500 | Turnaje kategorie ATP 500 | Turnaje kategorie ATP 500 |
| Turnaj                    | komerční název                            | místo                     | stát                      | povrch                    | hráčů                     | založen                   | zařazen                   |
| ------------------------- | ----------------------------------------- | ------------------------- | ------------------------- | ------------------------- | ------------------------- | ------------------------- | ------------------------- |
| Rotterdam                 | ABN AMRO World Tennis Tournament          | Rotterdam                 | Nizozemsko                | tvrdý (h)                 | 32/16                     | 1972                      | 1999                      |
| Rio de Janeiro            | Rio Open presented by Claro hdtv          | Rio de Janeiro            | Brazílie                  | antuka                    | 32/16                     | 2014                      | 2014                      |
| Acapulco                  | Abierto Mexicano Telcel                   | Acapulco                  | Mexiko                    | antuka                    | 32/16                     | 1993                      | 2001                      |
| Dubaj                     | Dubai Duty Free Tennis Championships      | Dubaj                     | Spojené arabské emiráty   | tvrdý                     | 32/16                     | 1993                      | 2001                      |
| Barcelona                 | Barcelona Open Banco Sabadell             | Barcelona                 | Španělsko                 | antuka                    | 48/16                     | 1953                      | 1990                      |
| Halle                     | Noventi Open                              | Halle                     | Německo                   | tráva                     | 32/16                     | 1993                      | 2015                      |
| Londýn                    | cinch Championships                       | Londýn                    | Spojené království        | tráva                     | 32/16                     | 1890                      | 2015                      |
| Hamburk                   | Hamburg European Open                     | Hamburk                   | Německo                   | antuka                    | 32/16                     | 1892                      | 2009                      |
| Washington, D.C.          | Citi Open                                 | Washington, D.C.          | Spojené státy americké    | tvrdý                     | 48/16                     | 1969                      | 1990                      |
| Peking                    | China Open                                | Peking                    | Čína                      | tvrdý                     | 32/16                     | 1993                      | 2009                      |
| Tokio                     | Rakuten Japan Open Tennis Championships   | Tokio                     | Japonsko                  | tvrdý                     | 32/16                     | 1972                      | 1990                      |
| Vídeň                     | Erste Bank Open 500                       | Vídeň                     | Rakousko                  | tvrdý (h)                 | 32/16                     | 1974                      | 2015                      |
| Basilej                   | Swiss Indoors Basel                       | Basilej                   | Švýcarsko                 | tvrdý (h)                 | 32/16                     | 1970                      | 2009                      |
| Vyřazené turnaje ATP 500  | Vyřazené turnaje ATP 500                  | Vyřazené turnaje ATP 500  | Vyřazené turnaje ATP 500  | Vyřazené turnaje ATP 500  | Vyřazené turnaje ATP 500  | Vyřazené turnaje ATP 500  | období                    |
| Memphis                   | U.S. National Indoor Tennis Championships | Memphis                   | Spojené státy americké    | tvrdý (h)                 | 32/16                     | 1898                      | 1971–2013                 |
| Valencie                  | Open de Tenis Comunidad Valenciana        | Valencie                  | Španělsko                 | tvrdý (h)                 | 32/16                     | 2003                      | 2003–2015                 |
| Petrohrad                 | St. Petersburg Open                       | Petrohrad                 | Rusko                     | tvrdý (h)                 | 32/16                     | 1995                      | 2020                      |

## Historické názvy
1990–1999

ATP Championship Series
2000–2008

ATP International Series Gold
2009–2018

ATP World Tour 500
od 2019

ATP  Tour 500

## Bodový zisk
Singlista či deblista získává za dosažení příslušné fáze turnaje odpovídající bodový zisk.
| Kategorie | vítězové | finalisté | semifinalisté | čtvrtfinalisté | 16 v kole | 32 v kole | 48 v kole | Q  | Q2 | Q1 |
| --- | -------- | --------- | ------------- | -------------- | --------- | --------- | --------- | -- | -- | -- |
| ATP Tour 500 (48D)                                                                                                  | 500      | 300       | 180           | 90             | 45        | 20        | 0         | 10 | 4  | 0  |
| ATP Tour 500 (32D)                                                                                                  | 500      | 300       | 180           | 90             | 45        | 0         | –         | 20 | 10 | 0  |
| Vítězové kvalifikace čtyřhry obdrží 45 bodů, poražení finalisté 25 bodů; D – počet singlistů; Q – vítěz kvalifikace |          |           |               |                |           |           |           |    |    |    |

## Výsledky

### 2020
| Turnaj           | vítězové                             | finalisté                          | výsledek                        |
| ---------------- | ------------------------------------ | ---------------------------------- | ------------------------------- |
| Rotterdam        | Gaël Monfils                         | Félix Auger-Aliassime              | 6–2, 6–4                        |
| Rotterdam        | Pierre-Hugues Herbert Nicolas Mahut  | Henri Kontinen Jan-Lennard Struff  | 7–6(7–5), 4–6, [10–7]           |
| Rio de Janeiro   | Cristian Garín                       | Gianluca Mager                     | 7–6(7–3), 7–5                   |
| Rio de Janeiro   | Marcel Granollers Horacio Zeballos   | Salvatore Caruso Federico Gaio     | 6–4, 5–7, [10–7]                |
| Dubaj            | Novak Djoković                       | Stefanos Tsitsipas                 | 6–3, 6–4                        |
| Dubaj            | John Peers Michael Venus             | Raven Klaasen Oliver Marach        | 6–3, 6–2                        |
| Acapulco         | Rafael Nadal                         | Taylor Fritz                       | 6–3, 6–2                        |
| Acapulco         | Łukasz Kubot Marcelo Melo            | Juan Sebastián Cabal Robert Farah  | 7–6(8–6), 6–7(4–7), [11–9]      |
| Barcelona        | zrušeno pro pandemii koronaviru      | zrušeno pro pandemii koronaviru    | zrušeno pro pandemii koronaviru |
| Halle            | zrušeno pro pandemii koronaviru      | zrušeno pro pandemii koronaviru    | zrušeno pro pandemii koronaviru |
| Londýn           | zrušeno pro pandemii koronaviru      | zrušeno pro pandemii koronaviru    | zrušeno pro pandemii koronaviru |
| Hamburk          | zrušeno pro pandemii koronaviru      | zrušeno pro pandemii koronaviru    | zrušeno pro pandemii koronaviru |
| Washington, D.C. | zrušeno pro pandemii koronaviru      | zrušeno pro pandemii koronaviru    | zrušeno pro pandemii koronaviru |
| Peking           | zrušeno pro pandemii koronaviru      | zrušeno pro pandemii koronaviru    | zrušeno pro pandemii koronaviru |
| Tokio            | zrušeno pro pandemii koronaviru      | zrušeno pro pandemii koronaviru    | zrušeno pro pandemii koronaviru |
| Petrohrad        | Andrej Rubljov                       | Borna Ćorić                        | 7–6(7–5), 6–4                   |
| Petrohrad        | Jürgen Melzer Édouard Roger-Vasselin | Marcelo Demoliner Matwé Middelkoop | 6–2, 7–6(7–4)                   |
| Vídeň            | Andrej Rubljov                       | Lorenzo Sonego                     | 6–4, 6–4                        |
| Vídeň            | Łukasz Kubot Marcelo Melo            | Jamie Murray Neal Skupski          | 7–6(7–5), 7–5                   |
| Basilej          | zrušeno pro pandemii koronaviru      | zrušeno pro pandemii koronaviru    | zrušeno pro pandemii koronaviru |

### 2021
| Turnaj         | vítězové                            | finalisté                            | výsledek                        |
| -------------- | ----------------------------------- | ------------------------------------ | ------------------------------- |
| Rotterdam      | Andrej Rubljov                      | Márton Fucsovics                     | 7–6(7–4), 6–4                   |
| Rotterdam      | Nikola Mektić Mate Pavić            | Kevin Krawietz Horia Tecău           | 7–6(9–7), 6–2                   |
| Rio de Janeiro | zrušeno pro pandemii koronaviru     | zrušeno pro pandemii koronaviru      | zrušeno pro pandemii koronaviru |
| Dubaj          | Aslan Karacev                       | Lloyd Harris                         | 6–3, 6–2                        |
| Dubaj          | Juan Sebastián Cabal Robert Farah   | Nikola Mektić Mate Pavić             | 7–6(7–0), 7–6(7–4)              |
| Acapulco       | Alexander Zverev                    | Stefanos Tsitsipas                   | 6–4, 7–6(7–3)                   |
| Acapulco       | Ken Skupski Neal Skupski            | Marcel Granollers Horacio Zeballos   | 7–6(7–3), 6–4                   |
| Barcelona      | Rafael Nadal                        | Stefanos Tsitsipas                   | 6–4, 6–7(6–8), 7–5              |
| Barcelona      | Juan Sebastián Cabal Robert Farah   | Kevin Krawietz Horia Tecău           | 6–4, 6–2                        |
| Halle          | Ugo Humbert                         | Andrej Rubljov                       | 6–3, 7–6(7–4)                   |
| Halle          | Kevin Krawietz Horia Tecău          | Félix Auger-Aliassime Hubert Hurkacz | 7–6(7–4), 6–4                   |
| Londýn         | Matteo Berrettini                   | Cameron Norrie                       | 6–4, 6–7(5–7), 6–3              |
| Londýn         | Pierre-Hugues Herbert Nicolas Mahut | Reilly Opelka John Peers             | 6–4, 7–5                        |

## Přehled titulů od 1990
| Nejvíce titulů ve dvouhře | Nejvíce titulů ve dvouhře | Nejvíce titulů ve dvouhře |
| Pořadí                    | hráč                      | titulů                    |
| ------------------------- | ------------------------- | ------------------------- |
| 1.                        | Roger Federer             | 24                        |
| 2.                        | Rafael Nadal              | 23                        |
| 3.                        | Novak Djoković            | 15                        |
| 4.                        | Pete Sampras              | 12                        |
| 5.                        | David Ferrer              | 10                        |
| 6.                        | Boris Becker              | 9                         |
| 6.                        | Juan Martín del Potro     | 9                         |
| 6.                        | Andy Murray               | 9                         |
| 9.                        | Stefan Edberg             | 8                         |
| 10.                       | Goran Ivanišević          | 7                         |
| tučně – aktivní tenisté   |                           |                           |

| Nejvíce titulů ve čtyřhře | Nejvíce titulů ve čtyřhře | Nejvíce titulů ve čtyřhře |
| Pořadí                    | hráč                      | titulů                    |
| ------------------------- | ------------------------- | ------------------------- |
| 1.                        | Daniel Nestor             | 20                        |
| 2.                        | Nenad Zimonjić            | 17                        |
| 3.                        | Mark Knowles              | 15                        |
| 4.                        | Bob Bryan                 | 14                        |
| 4.                        | Mike Bryan                | 14                        |
| 6.                        | Marcelo Melo              | 11                        |
| 7.                        | Horia Tecău               | 10                        |
| 8.                        | Łukasz Kubot              | 9                         |
| 8.                        | Bruno Soares              | 9                         |
| 10.                       | Ivan Dodig                | 10                        |
| 10.                       | Nicolas Mahut             | 10                        |
| 10.                       | Max Mirnyj                | 10                        |
| 10.                       | Jamie Murray              | 10                        |
| 10.                       | John Peers                | 10                        |
| 10.                       | Jean-Julien Rojer         | 10                        |
| tučně – aktivní tenisté   |                           |                           |